# Montastraeidae
Famille
Les Montastraeidae sont une famille de scléractiniaires (coraux durs dits « coraux bâtisseurs de récifs »).

## Systématique
La famille des Montastraeidae a été créée en 1941 par les zoologistes japonais Hisakatsu Yabe (1878-1969) et Toshio Sugiyama (d) (?-?).

## Liste des genres et espèces
Selon World Register of Marine Species (8 novembre 2021) :
- genre Montastraea Blainville, 1830
  - Montastraea aperta Verrill
  - Montastraea cavernosa Linnaeus, 1767
- genre † Placocoenia d'Orbigny, 1849
  - † Placocoenia coronata (Reuss, 1854)
  - † Placocoenia dendroides Oppenheim, 1930
  - † Placocoenia dumortieri de Fromentel, 1864
  - † Placocoenia gigantea Oppenheim, 1930
  - † Placocoenia irregularis Reuss, 1854
  - † Placocoenia major Felix, 1903
  - † Placocoenia microcalyx Oppenheim, 1930
  - † Placocoenia organum Oppenheim, 1930
  - † Placocoenia robusta Oppenheim, 1930